# Ацетат цинка-уранила
Ацета́т ци́нка-урани́ла (ацета́т урани́ла-ци́нка, цѝнкуранѝлацета́т, у̀ксусноки́слый цинк-урани́л) — химическое соединение, уксуснокислая соль цинка и уранила с формулой ZnUO2(CH3COO)4. 
Используется в аналитической химии в качестве лабораторного реагента для количественного определения концентрации натрия в водных растворах. Реагирует с катионом натрия в растворе, образуя бледно-желтый осадок ацетата уранила-цинка-натрия (UO2)3ZnNa(CH3COO)9·6H2O — одно из немногих нерастворимых соединений натрия. Отделение осадка от раствора позволяет затем гравиметрически определить концентрацию натрия в исследуемом растворе. Присутствие цезия и рубидия не мешает этой реакции, но калий и литий должны быть удалены до анализа. Этот метод был важен для определения Na в моче для диагностических целей. Цинкуранилацетат иногда называют «реагентом натрия».
Кроме того, ацетат уранила-цинка используют в лабораторном органическом синтезе в качестве катализатора для превращения диметилкарбоната в толуол-2,4-диизоцианат (ТДИ).